# 維姆·德伊森貝赫
威廉·弗雷德里克·德伊森貝赫（又译维姆·杜伊森贝赫，1935年7月9日—2005年7月31日，荷蘭政治家及銀行家，前歐洲中央銀行行長。

## 生平
德伊森贝赫出生于荷兰海伦芬，19歲進入格罗宁根大學修讀經濟學，主修國際經濟關係，26歲畢業，1965年獲博士學位，博士論文題目是《裁減軍備的經濟後果》。同年參加國際貨幣基金組織的歐洲部，逗留了四年。一年後當了荷蘭中央銀行顧問，又在阿姆斯特丹大學教授微觀經濟學。1973至77年，擔任荷蘭財政大臣，後來担任荷兰合作银行副行長，從1982年到1997年担任荷蘭中央銀行行長。
1998年6月1日成為歐洲中央銀行的首任行長。2002年2月7日時，他曾聲稱自己會在68歲時（2003年7月9日）退休，後來因為繼任人未定才繼續做到10月31日。在任期間，歐元在1999年成功面世。2005年7月31日，德伊森贝赫在法國的別墅內逝世。德伊森貝爾的妻子是政治活動家Gretta Duisenberg。

## 画廊

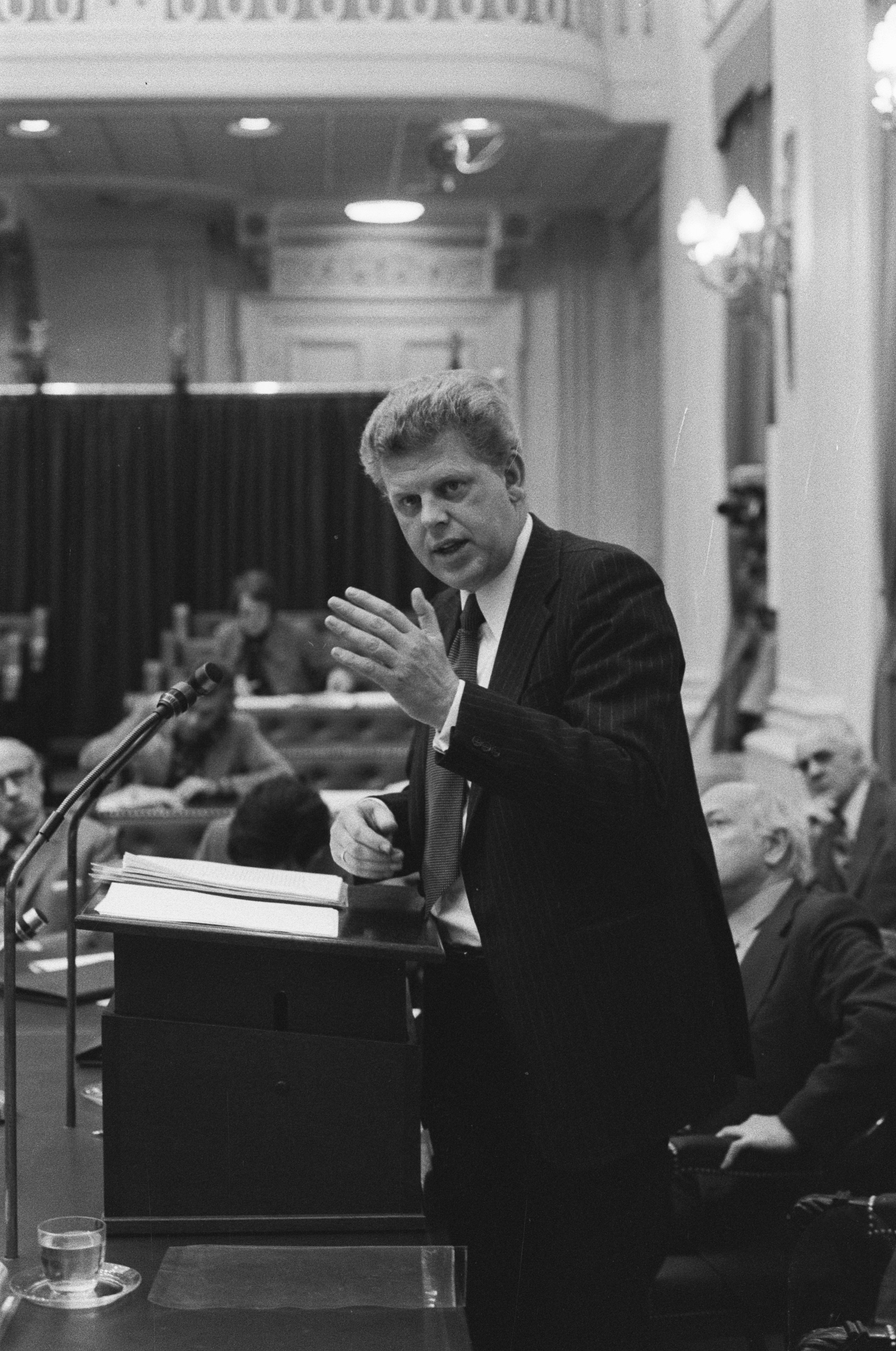
荷兰国会二院时期
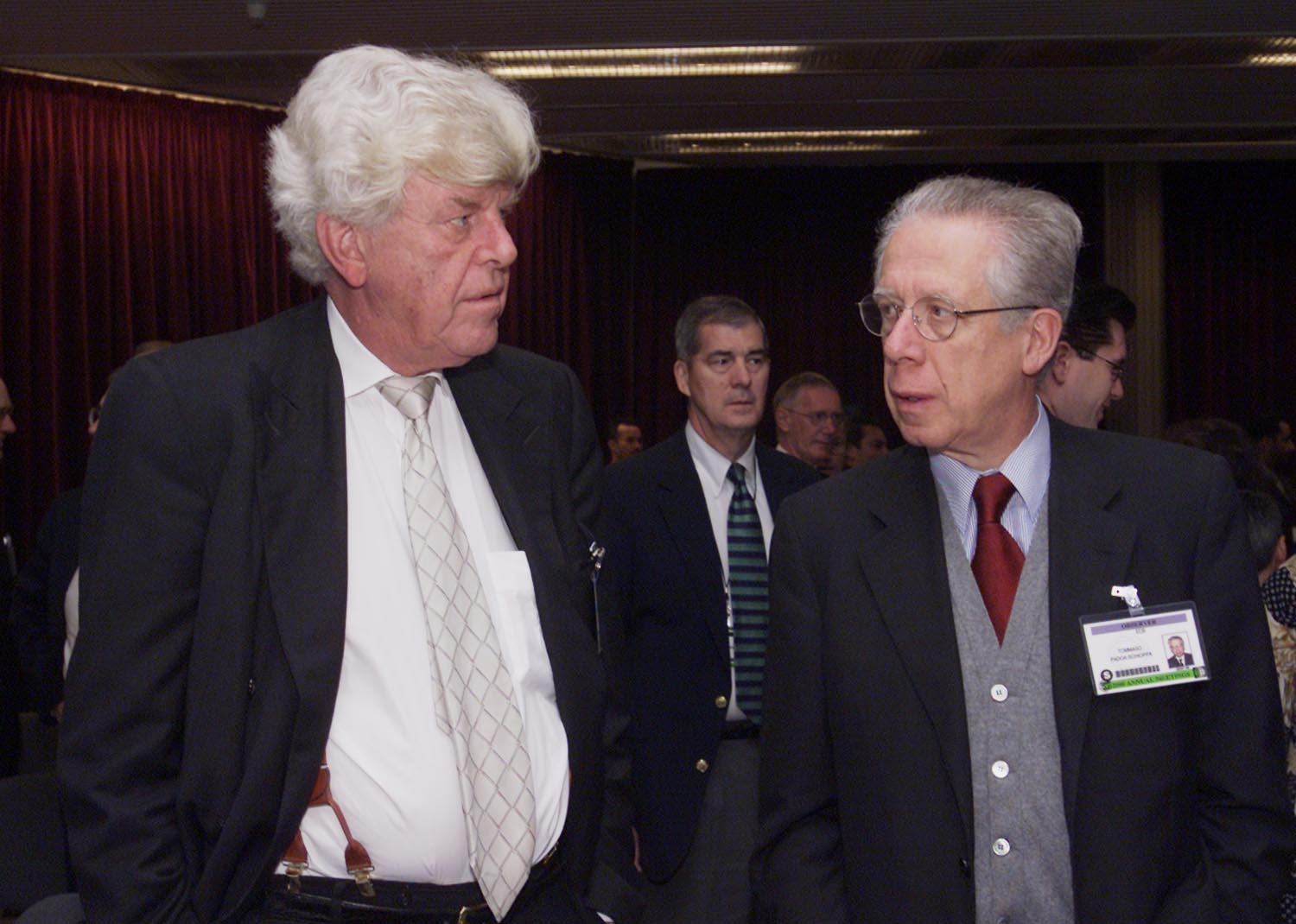
2000年
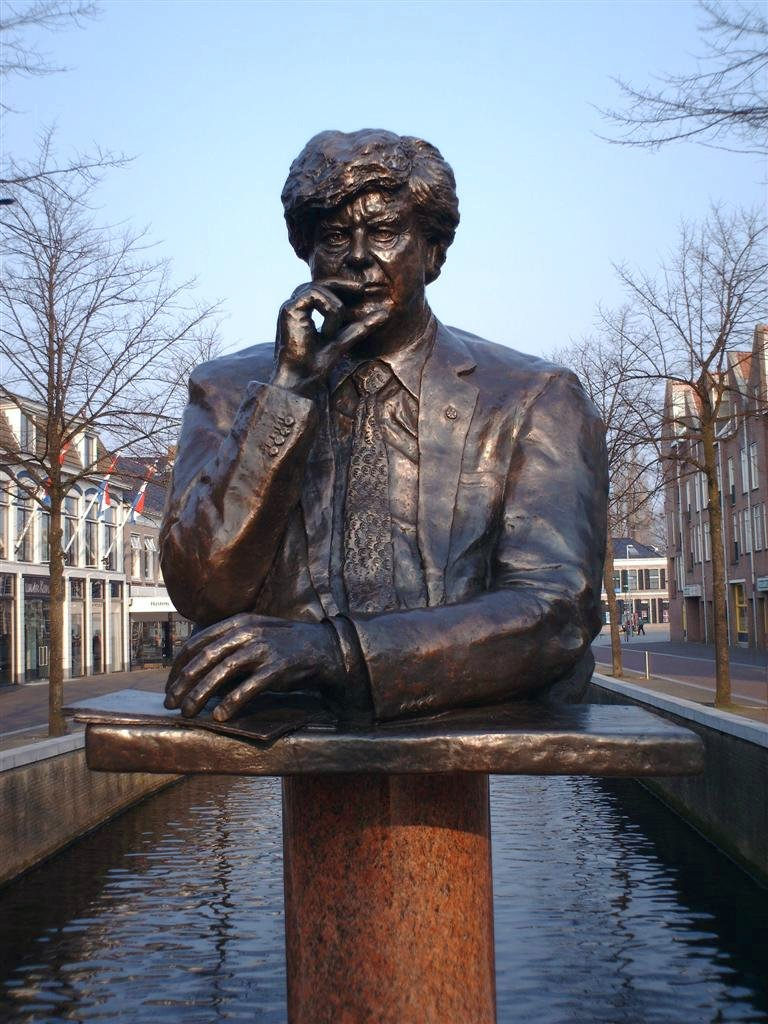
維姆·德伊森貝赫銅像
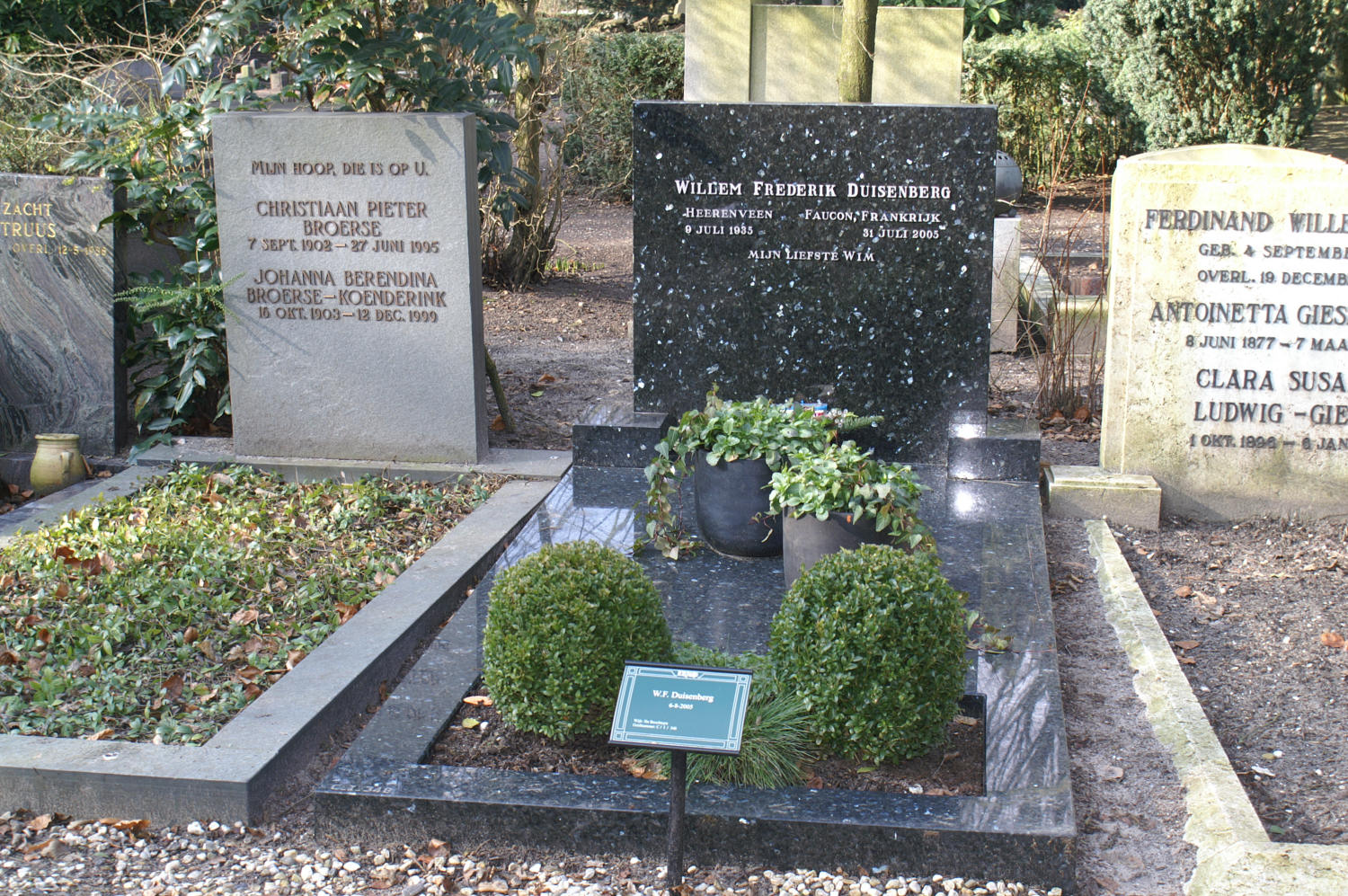
阿姆斯特丹墓地